# Rhopalomyia kiefferi
Rhopalomyia kiefferi är en tvåvingeart som beskrevs av Alessandro Trotter 1900. Rhopalomyia kiefferi ingår i släktet Rhopalomyia och familjen gallmyggor. Inga underarter finns listade i Catalogue of Life.